# Tokoname
Tokoname (Japans: 常滑市, Tokoname-shi) is een stad in de Japanse prefectuur Aichi. De oppervlakte van deze stad is 55,63 km² en begin 2010 had de stad bijna 55.000 inwoners. De stad ligt op het schiereiland Chita.

## Geschiedenis
Tokoname werd op 1 april 1954 een stad (shi) na samenvoeging van de gelijknamige gemeente (常滑町, Tokoname-chō) met de gemeentes Nishiura (西浦町, Nishiura-chō), Onizaki (鬼崎町, Onizaki-chō), Ono (大野町, Ōno-machi) en het dorp Miwa (三和村, Miwa-mura).
De stad was een historisch centrum van keramiekproductie. Afgekeurd aardewerk werd hergebruikt als straatbedekking, keermuur en in gebouwen. Deze industriële vorm van vernaculaire architectuur bepaalt tot op heden mee het straatbeeld.

## Verkeer

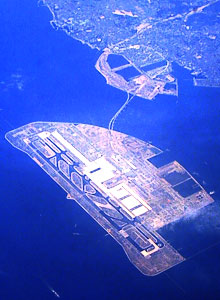
Luchthaven Chubu Centrair

De Luchthaven Chubu Centrair is een internationale luchthaven en ligt op een kunstmatig eiland voor de kust van Tokoname. "Centrair" (セントレア, Sentorea) is een afkorting van "Central Japan International Airport". Deze luchthaven werd in 2005 geopend.
Vanuit de haven van Tokoname gaat er een veerboot naar Toba en is er een snelle bootverbinding naar Tsu, Yokkaichi en Matsusaka.
Tokoname ligt aan de Tokoname-lijn en de Luchthaven-lijn van de Meitetsu (Nagoya Spoorwegmaatschappij).
Tokoname ligt aan de nationale autowegen 155 en 247, aan de prefecturale tolwegen 265 (de Chitaōdan-tolweg) en 522 (de Chūbu International Airport verbindingsweg).

## Economie
Tokoname is bekend door de keramiekindustrie en in in het bijzonder de typisch Japanse theepotten met handgreep aan de zijkant.
Economisch belangrijk zijn verder:
- visserij en de productie van nori,
- de productie van rijst, vijgen en kiwi in de heuvels rond de stad,
- staalproductie en machinebouw

## Bezienswaardigheden
- Yakimono Sampomichi, het pottenbakkerij-wandelpad dat begint bij de keramiekhal.
- Het centrum van het voormalige Ono met historische panden.
- INAX museum voor keramische kunst.

## Geboren in Tokoname
- Tetsuzo Tanikawa (谷川　徹三, Tanigawa Tetsuzō), filosoof
- Akio Morita (盛田昭夫, Morita Akio), ondernemer, medeoprichter van Sony
- Kotaro Suzumura (鈴村興太郎, Suzumura Kōtarō), econoom en hoogleraar

## Aangrenzende steden
- Chita
- Handa